# Liri Blues Festival
O Liri Blues Festival, fundado em 1988, é um dos principais festivais de blues da Itália. O festival é realizado todos os anos, no mês de julho em uma pequena cidade, perto de Roma, chamada Isola del Liri, considerada cidade gêmea de Nova Orleães desde 1997.

## O Festival

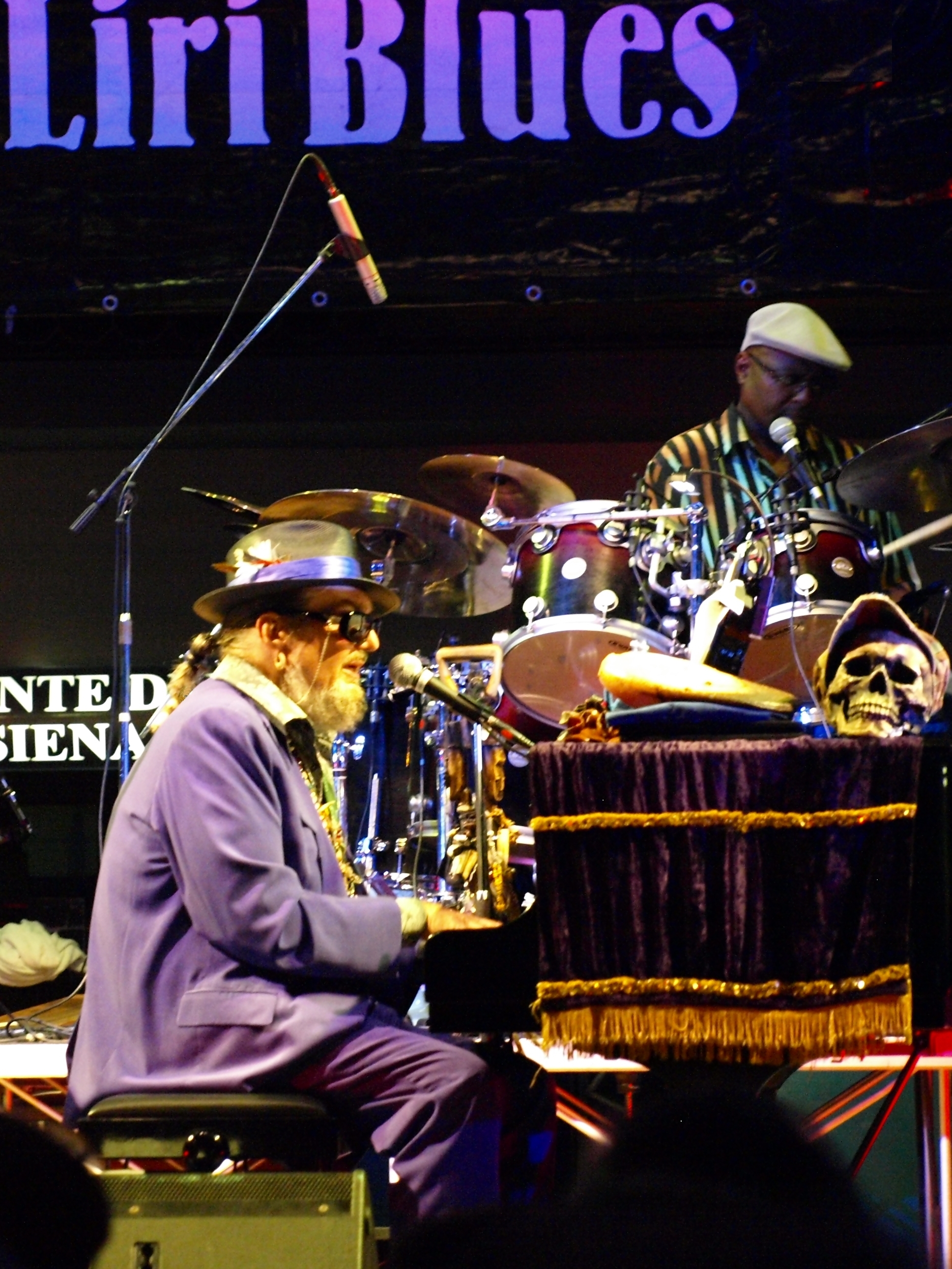
Dr. John at Liri Blues 2010

O Liri Blues Festival, mais conhecido como Liri Blues, acontece anualmente desde 1988 na cidade de Isola del Liri, famosa por sua cachoeira de 28 metros localizada no centro da cidade.
O evento é anual, geralmente realizado no mês de julho e conta com entrada gratuita. Os concertos são realizados ao ar livre, na praça principal (Piazza Boncompagni). Jam sessions podem ser apreciadas até tarde da noite.
Grandes artistas, como Albert King, Buddy Guy e Dr. John, já fizeram parte do Liri Blues.
No dia 7 de janeiro de 1997, para a celebração do décimo festival de Blues de Liri, a cidade de Isola del Liri e New Orleans se tornaram cidades gêmeas.
Uma versão de inverno do festival, o (Liri Blues Winter) viu  brilhar através de grandes performances, italianos famosos bluesmen como Roberto Ciotti, Fabio Treves e Paolo Bonfanti.
O Festival é organizado por Duke e Bird, contando com a valiosa ajuda de voluntários, bem como  blues connoisseurs, como Mario Insegna (Blue Stuff), cujo trabalho e apoio têm sido constantes desde o primeiro festival realizado.

## Músicos participantes
Alguns dos artistas que já participaram do Festival Liri Blues:
| Johnny Adams                 | Albert King (1989)                            | Luther Allison (1996)                        | Art Ensemble of Chicago          |
| Alvin Batiste (1997)         | Carey Bell (1999, 2005)                       | Edoardo Bennato (alias Joe Sarnataro) (1993) | Eric Bibb (2000, 2003, 2011)     |
| R. L. Burnside (1992)        | Blue Stuff (1991, 2004)                       | Billy Branch (1995, 1999)                    | Alex Britti (1991)               |
| The Campbell Brothers (2008) | Buddy Guy (1989)                              | Hiram Bullock (1998)                         | Eric Burdon & The Animals (2005) |
| Canned Heat (2000)           | C. J. Chenier (1998)                          | Roberto Ciotti (1990, 2004)                  | Jon Cleary (2008)                |
| Michael Coleman (1992, 1995) | James Cotton (1993)                           | Popa Chubby                                  | Colosseum (2011)                 |
| Shemekia Copeland (2000)     | Jimmy Dawkins (1994)                          | Willy DeVille (2007)                         | Bo Diddley (1997)                |
| Rockin' Dopsie (1993)        | Honeyboy Edwards (1991, 2003)                 | Fairport Convention (2003)                   | The Fleshtones (1990)            |
| Robben Ford (2001)           | Ruthie Foster (2010)                          | John Hammond (1990, 2001)                    | Corey Harris (1999, 2005)        |
| Alvin Youngblood Hart (2003) | Scott Henderson (1998)                        | Holmes Brothers (2009)                       | Dr. John (2010)                  |
| Jimmy Johnson (1998)         | Jorma Kaukonen (2003)                         | Willie Kent (2001)                           | Al Kooper (2006)                 |
| Sonny Landreth (2004, 2011)  | Paul Lamb (2003)                              | Bettye LaVette (2011)                        | Albert Lee (2011)                |
| Magic Slim (1988, 2000)      | John Martyn (1990)                            | John Mayall & the Bluesbreakers (2001)       | Mighty Sam McClain (1999, 2004)  |
| Elliott Murphy (2003)        | Matt 'Guitar' Murphy (1999)                   | Charlie Musselwhite (2000, 2007)             | Kenny Neal (1999, 2003)          |
| Maceo Parker (2009)          | Pentangle                                     | Pinetop Perkins (1989)                       | Lucky Peterson (1999, 2004)      |
| Noel Redding (1989)          | John Renbourn                                 | Zachary Richard (2003)                       | Duke Robillard                   |
| Jimmy Rogers (1997)          | Roy Rogers (2002, 2005)                       | Roomful of Blues (1998)                      | Son Seals (2000)                 |
| Archie Shepp (1990)          | Jimmy Smith (2004)                            | The Soul Stirrers (1996)                     | Mike Stern (1998)                |
| Dr. Sunflower Jug Band       | Taj Mahal (2005)                              | Melvin Taylor (1996)                         | Mick Taylor                      |
| Otis Taylor (2004, 2010)     | Nada, Daniele Silvestri, Têtes de Bois (2006) | Hans Theessink (1994)                        | Robin Trower (2005)              |
| Derek Trucks (2009)          | Ike Turner (1999)                             | Joe Louis Walker (1999)                      | Katie Webster (1996)             |
| Junior Wells (1989)          | Yellowjackets (2000)                          |                                              |                                  |

## Discografia
Albums recorded at the festival
- Dr. Sunflower and Piccola Orchestra La Viola: Omaggio a New Orleans (Live at Liri Blues 2006) (production: Liri Blues Festival and Terre in Moto, TIM011), 2010

## Photo gallery

### Portraits

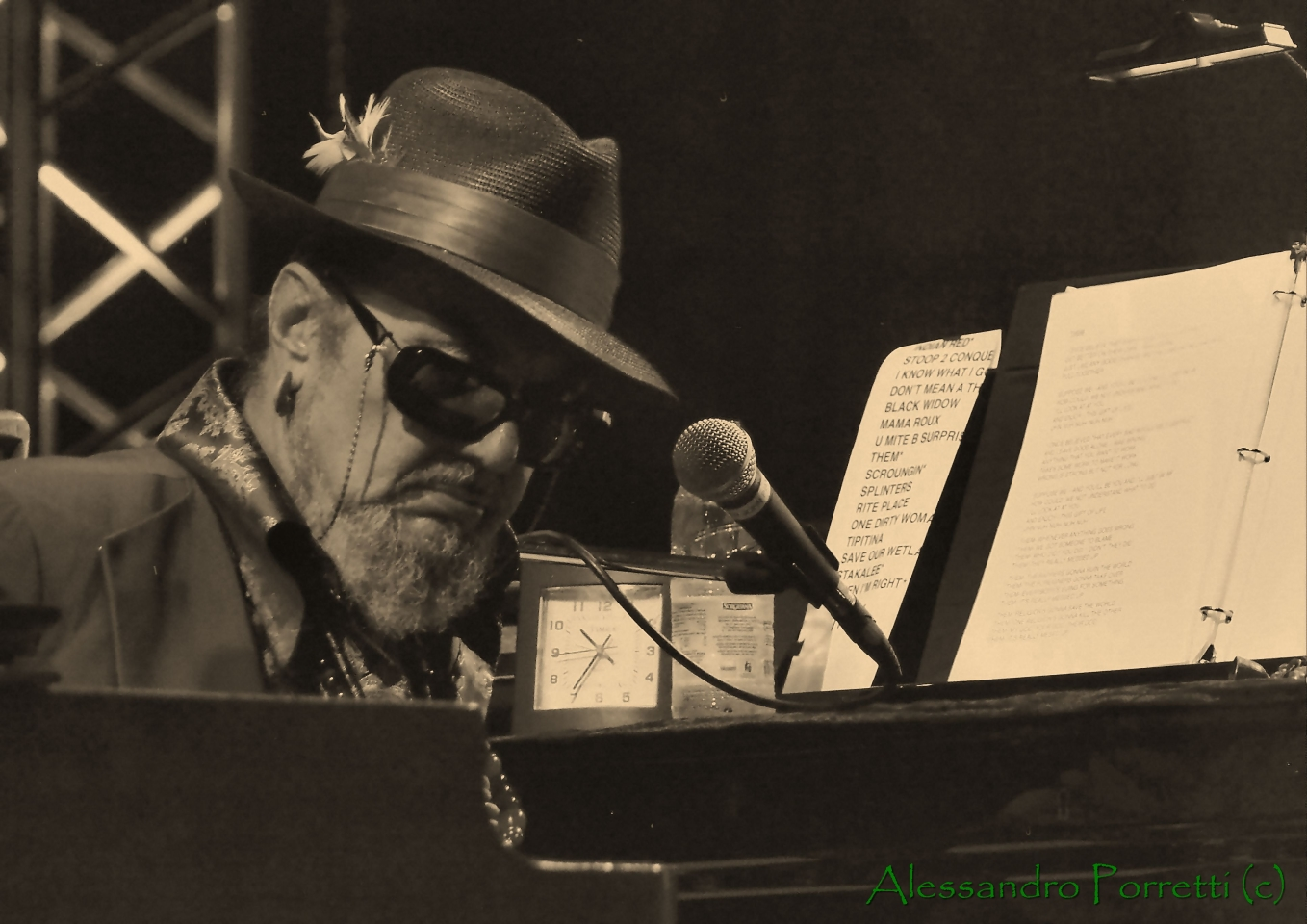
Dr. John
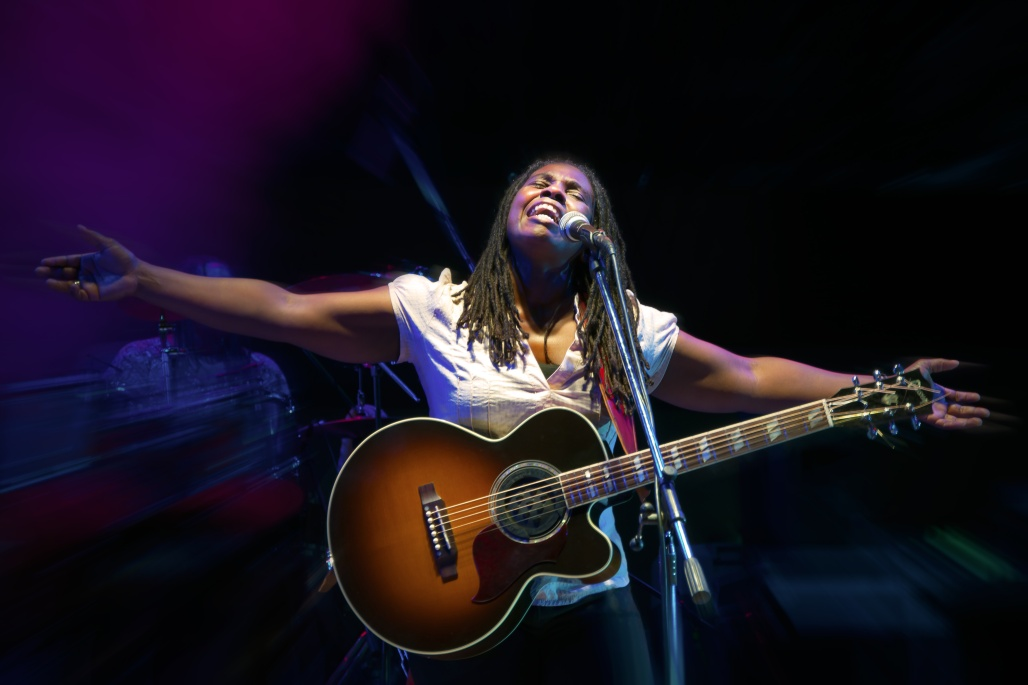
Ruthie Foster
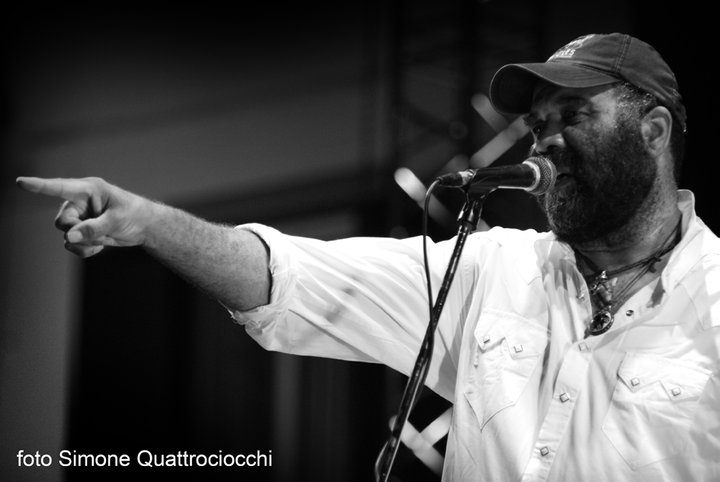
Otis Taylor
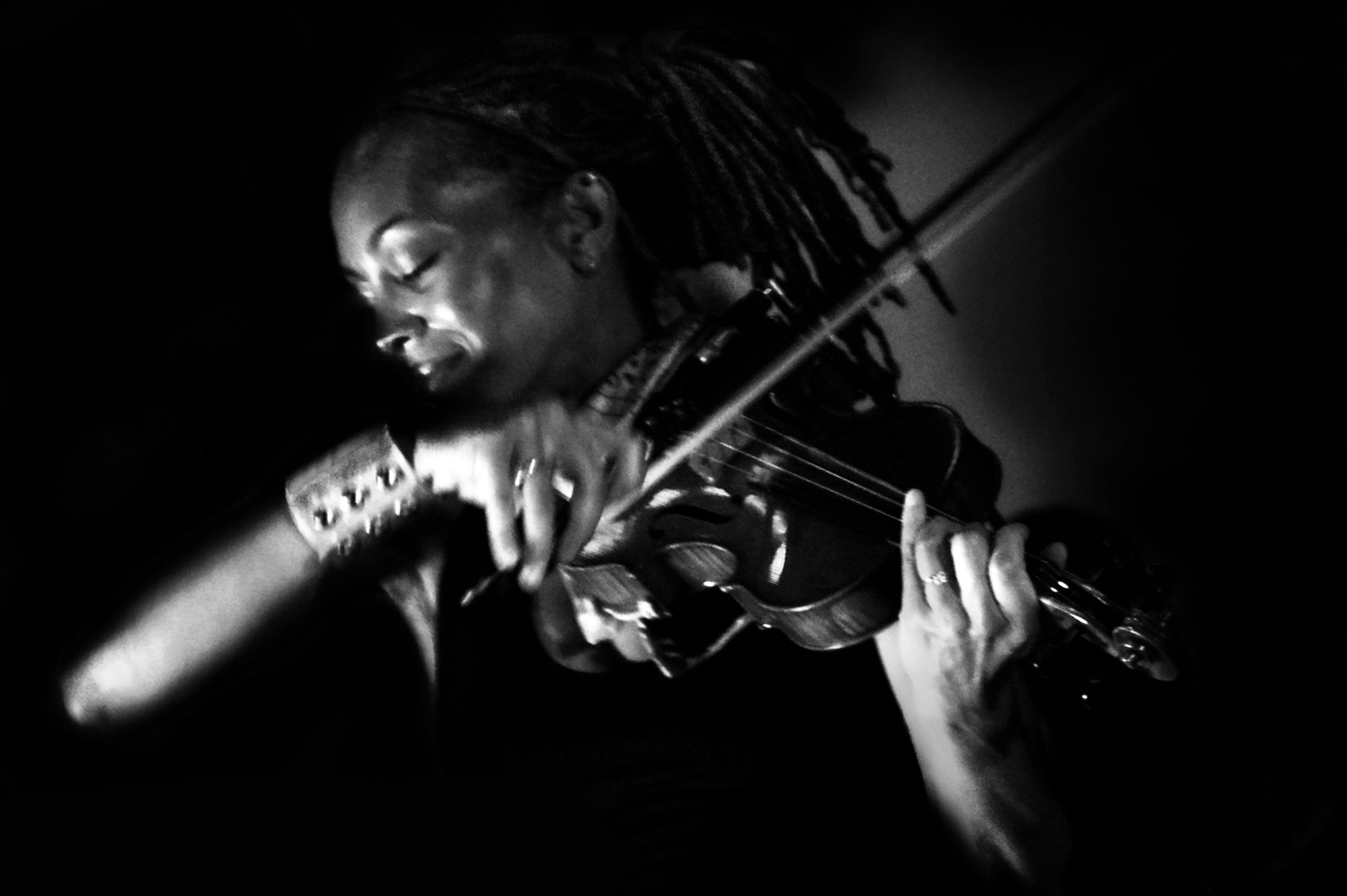
Anne Harris (Otis Taylor Band)
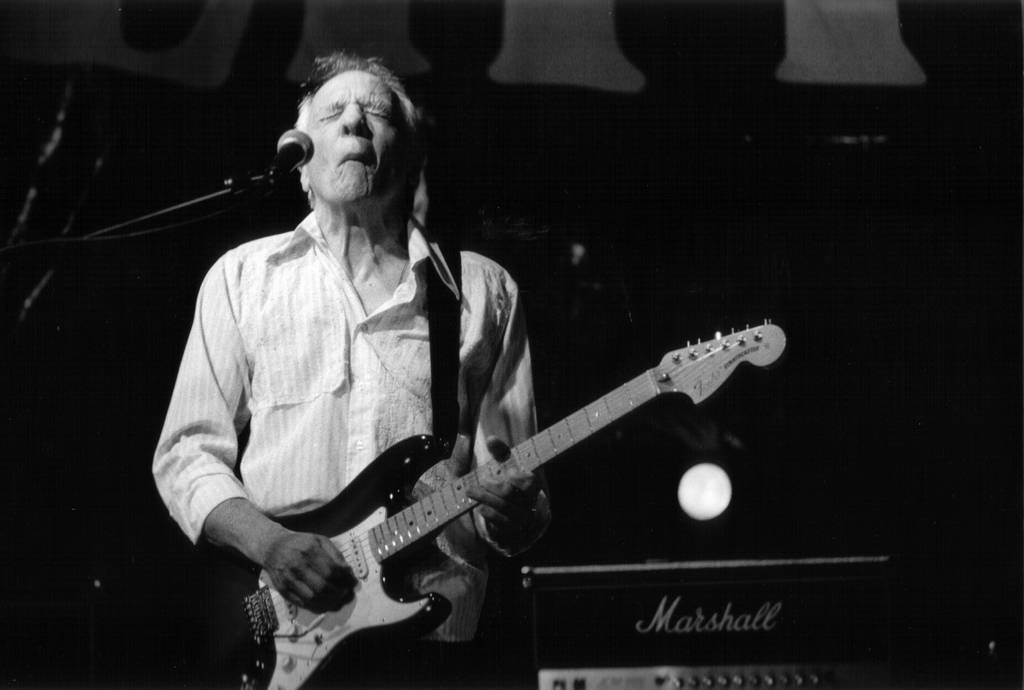
Robin Trower
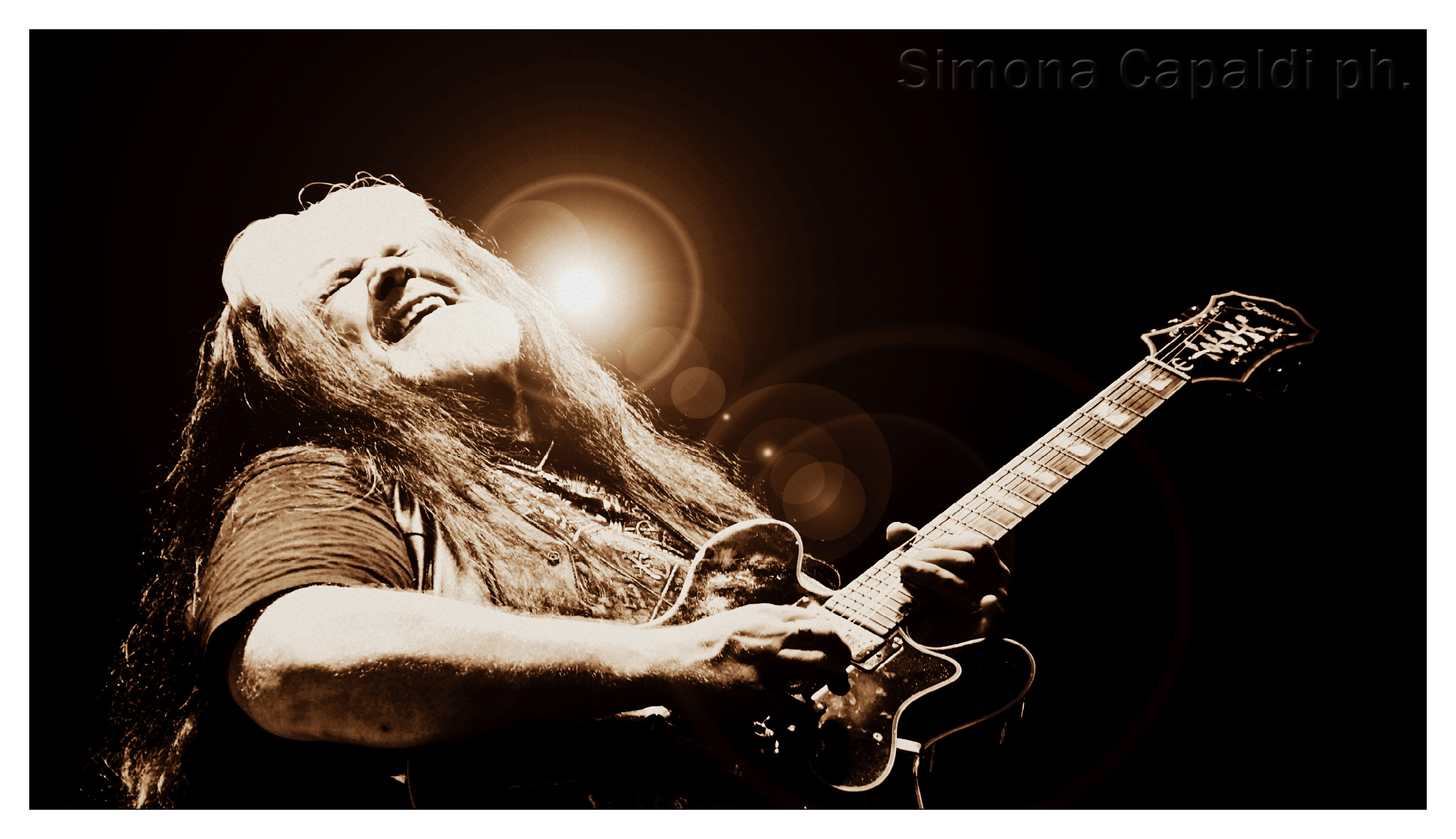
Rusty Wright
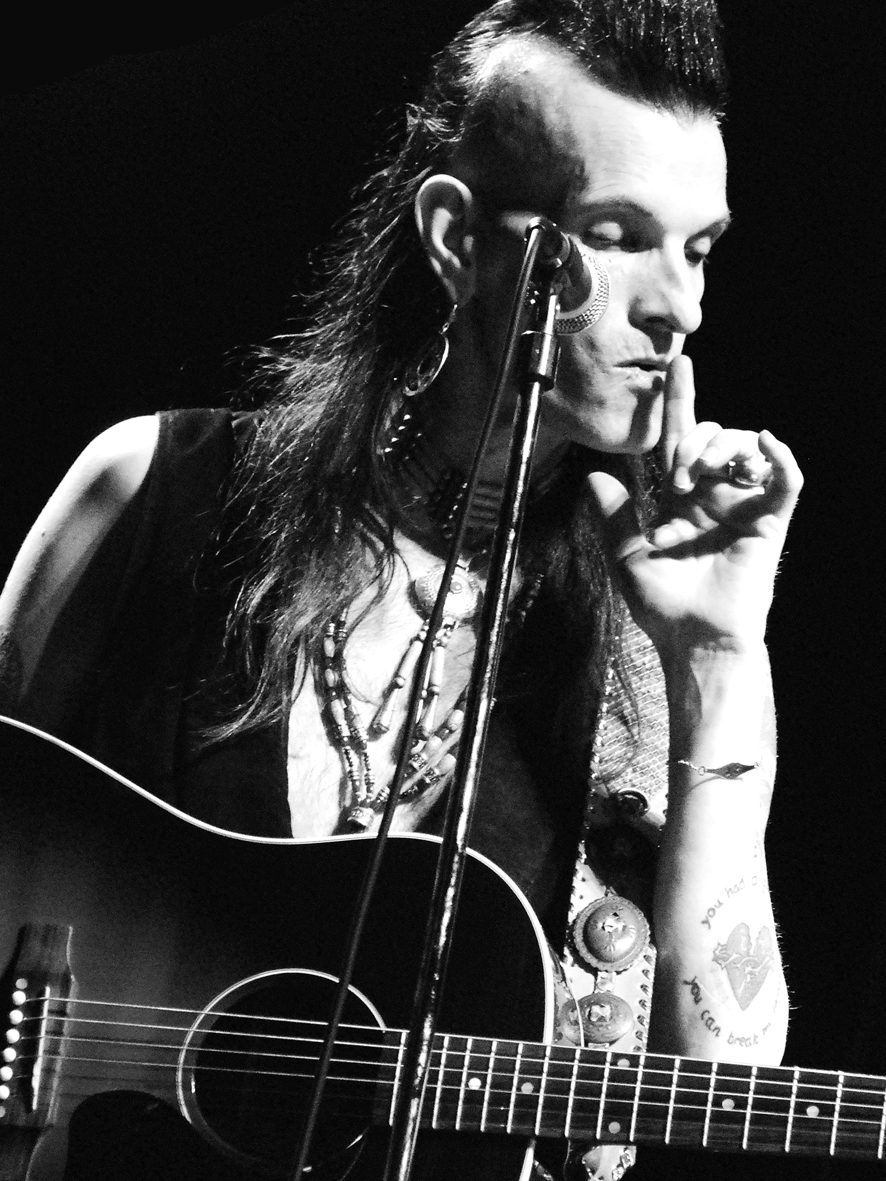
Willy DeVille
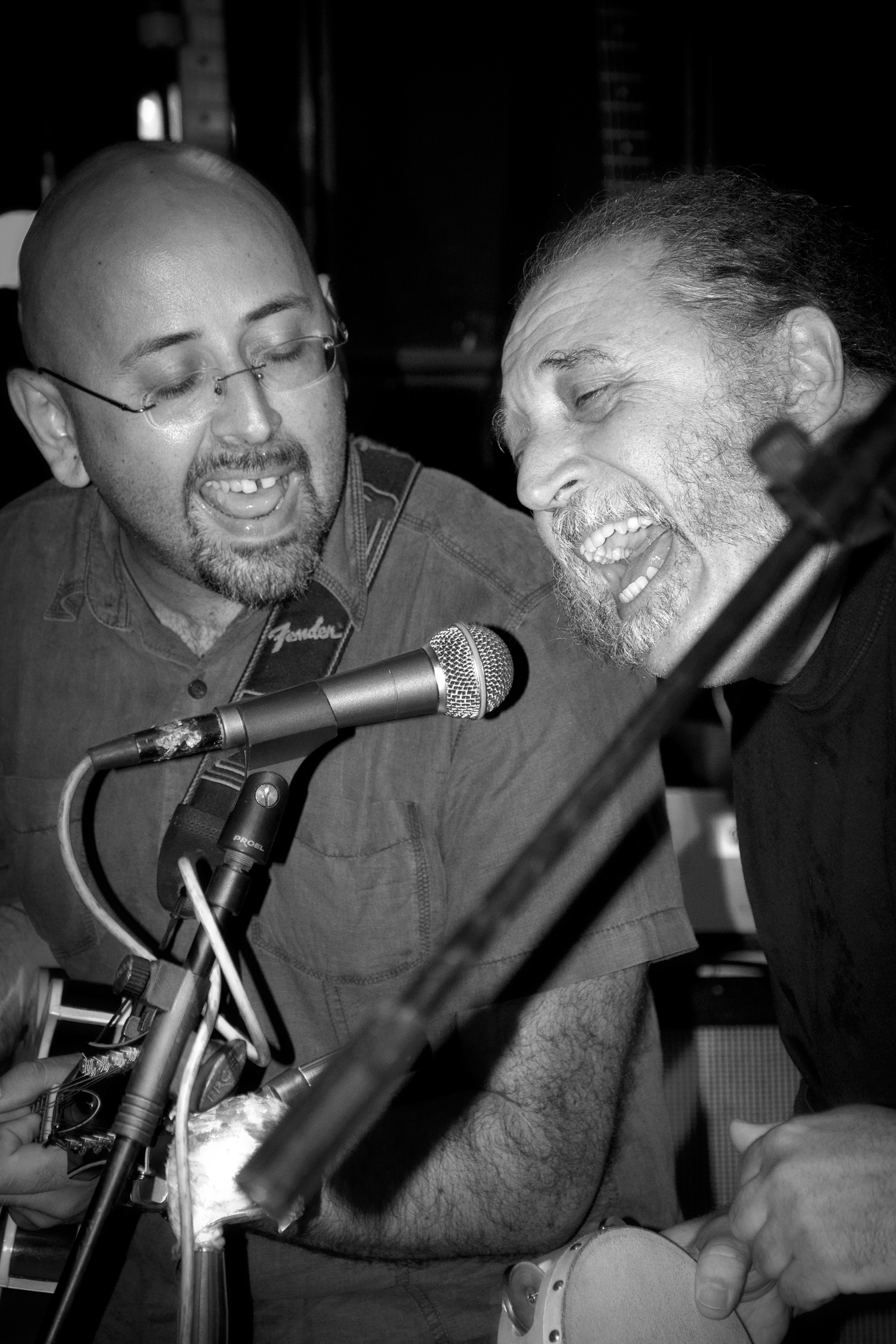
Mario Insenga and Lino Muoio